# Эль-Лимон (муниципалитет)
Эль-Лимон (исп. El Limón) — муниципалитет в Мексике, в штате Халиско, с административным центром в одноимённом посёлке. Численность населения, по данным переписи 2020 года, составила 5368 человек.

## Общие сведения
Площадь муниципалитета равна 114,2 км², что составляет 0,1 % от общей площади штата, а наиболее высоко расположенное поселение Ла-Преса находится на высоте 921 метра.
Эль-Лимон граничит с другими муниципалитетами штата Халиско: на севере с Эхутлой, на востоке с Тонаей, на юге с Тускакуэско, и на западе с Эль-Грульо.

## Учреждение и состав
Муниципалитет был образован 8 июня 1921 года, по данным 2020 года в его состав входит 11 населённых пунктов, самые крупные из которых:
| Код INEGI                  | Населённый пункт                                                                            | Численность населения (2005 год) | Численность населения (2010 год) | Численность населения (2020 год) |
| -------------------------- | ------------------------------------------------------------------------------------------- | -------------------------------- | -------------------------------- | -------------------------------- |
| 054                        | Всего                                                                                       | 5410                             | 5499                             | 5368                             |
| 0001                       | Эль-Лимон (исп. El Limón) 19°49′28″ с. ш. 104°09′08″ з. д. (административный центр)         | 2965                             | 3102                             | 3125                             |
| 0002                       | Ла-Сьенега (исп. La Ciénega) 19°50′14″ с. ш. 104°08′22″ з. д.                               | 1008                             | 1032                             | 895                              |
| 0006                       | Сан-Хуан-де-Амула (исп. San Juan de Amula) 19°49′55″ с. ш. 104°04′57″ з. д.                 | 488                              | 473                              | 514                              |
| 0007                       | Сан-Мигель-Идальго (исп. San Miguel Hidalgo) 19°51′39″ с. ш. 104°04′57″ з. д.               | 423                              | 446                              | 363                              |
| 0003                       | Эль-Пальмар-де-Сан-Антонио (исп. El Palmar de San Antonio) 19°53′29″ с. ш. 104°02′26″ з. д. | 265                              | 234                              | 206                              |
| 0005                       | Сан-Буэнавентура (исп. San Buenaventura) 19°47′38″ с. ш. 104°03′18″ з. д.                   | 192                              | 158                              | 174                              |
| —                          | Прочие                                                                                      | 69                               | 54                               | 91                               |
| Названия на карте Генштаба |                                                                                             |                                  |                                  |                                  |

## Природные ресурсы
Муниципалитет располагает следующими ресурсами:
- 2400 гектар леса, преимущественно состоящие таких видов деревьев как: дуб, сосна, тепама[исп.] и гуанакасте;
- минеральные — месторождения золота, серебра, меди, свинца, барита, известняка и гипса.

## Экономическая деятельность
По статистическим данным 2000 года, работоспособное население занято по секторам экономики в следующих пропорциях:
- сельское хозяйство, животноводство и рыбная ловля — 39,5 %;
- промышленность и строительство — 18,6 %;
- торговля, сферы услуг и туризма — 40,7 %;
- безработные — 1,2 %.

## Инфраструктура
По статистическим данным 2020 года, инфраструктура развита следующим образом:
- электрификация: 99,8 %;
- водоснабжение: 93,3 %;
- водоотведение: 99,2 %.